# Lepisorus longus
Lepisorus longus là một loài thực vật có mạch trong họ Polypodiaceae. Loài này được Ching miêu tả khoa học đầu tiên năm 1965.